# 24e cérémonie des Saturn Awards
La 24e cérémonie des Saturn Awards, récompensant les films, séries télévisées et téléfilms sortis en 1997 et les professionnels s'étant distingués cette année-là, s'est tenue le 10 juin 1998.

## Palmarès
Les lauréats sont indiqués ci-dessous en premier de chaque catégorie et en gras.

### Cinéma

#### Meilleur film de science-fiction
- Men in Black
  - Alien, la résurrection (Alien Resurrection)
  - Contact
  - Le Cinquième Élément
  - Postman (The Postman)
  - Starship Troopers

#### Meilleur film fantastique
- Austin Powers (Austin Powers: International Man of Mystery)
  - Batman et Robin (Batman and Robin)
  - George de la jungle (George of the Jungle)
  - Hercule (Hercules)
  - Le Monde perdu : Jurassic Park (The Lost World: Jurassic Park)
  - La Souris (MouseHunt)

#### Meilleur film d'horreur
- L'Associé du diable (The Devil's Advocate)
  - Anaconda, le prédateur (Anaconda)
  - Mimic
  - Phantoms
  - Scream 2
  - Souviens-toi... l'été dernier (I Know What You Did Last Summer)

#### Meilleur film d'action / aventures / thriller
- L.A. Confidential
  - Breakdown
  - Demain ne meurt jamais (Tomorrow Never Dies)
  - The Game
  - Titanic
  - Volte-face (Face/Off)

#### Meilleure réalisation
- John Woo pour Volte-face (Face/Off)
  - Jean-Pierre Jeunet pour Alien, la résurrection (Alien: Resurrection)
  - Barry Sonnenfeld pour Men in Black
  - Steven Spielberg pour Le Monde perdu : Jurassic Park (The Lost World: Jurassic Park)
  - Paul Verhoeven pour Starship Troopers
  - Robert Zemeckis pour Contact

#### Meilleur acteur
- Pierce Brosnan pour le rôle de James Bond dans Demain ne meurt jamais (Tomorrow Never Dies)
  - Nicolas Cage pour le rôle de Castor Troy / Sean Archer dans Volte-face (Face/Off)
  - Kevin Costner pour le rôle du facteur dans Postman
  - Al Pacino pour le rôle de John Milton dans L'Associé du diable (The Devil's Advocate)
  - Will Smith pour le rôle de l'agent J dans Men in Black
  - John Travolta pour le rôle de Sean Archer / Castor Troy dans Volte-face (Face/Off)

#### Meilleure actrice
- Jodie Foster pour le rôle du Dr Eleanor Ann Arroway dans Contact
  - Neve Campbell pour le rôle de Sidney Prescott dans Scream 2
  - Pam Grier pour le rôle de Jackie Brown dans Jackie Brown
  - Jennifer Lopez pour le rôle de Terri Flores dans Anaconda, le prédateur
  - Mira Sorvino pour le rôle de Susan Tyler dans Mimic
  - Sigourney Weaver pour le rôle du huitième clone d'Ellen Ripley dans Alien, la résurrection (Alien: Resurrection)

#### Meilleur acteur dans un second rôle
- Vincent D'Onofrio pour le rôle d'Edgar dans Men in Black
  - Steve Buscemi pour le rôle de Garland Greene dans Les Ailes de l'enfer
  - Robert Forster pour le rôle de Max Cherry dans Jackie Brown
  - Will Patton pour le rôle du général Bethlehem dans Postman
  - Pete Postlethwaite pour le rôle de Roland Tembo dans Le Monde perdu : Jurassic Park
  - J. T. Walsh pour le rôle de Warren Barr dans Breakdown

#### Meilleure actrice dans un second rôle
- Gloria Stuart pour le rôle de Rose Dawson-Calvert âgée dans Titanic
  - Joan Allen pour le rôle d'Eve Archer dans Volte-face (Face/Off)
  - Courteney Cox pour le rôle de Gale Weathers dans Scream 2
  - Teri Hatcher pour le rôle de Paris Carver dans Demain ne meurt jamais (Tomorrow Never Dies)
  - Milla Jovovich pour le rôle de Leeloo dans Le Cinquième Élément
  - Winona Ryder pour le rôle d'Annalee Call dans Alien, la résurrection (Alien: Resurrection)

#### Meilleur(e) jeune acteur ou actrice
- Jena Malone pour Contact
  - Vanessa Lee Chester pour Le Monde perdu : Jurassic Park (The Lost World: Jurassic Park)
  - Alexander Goodwin pour Mimic
  - Sam Huntington pour Un Indien à New York (Jungle 2 Jungle)
  - Dominique Swain pour Volte-face (Face/Off)
  - Mara Wilson pour La Guerre des fées (A Simple Wish)

#### Meilleur scénario
- Volte-face (Face/Off) – Michael Colleary et Mike Werb
  - L'Associé du diable (The Devil's Advocate) – Jonathan Lemkin et Tony Gilroy
  - Contact – James V. Hart et Michael Goldenberg
  - Men in Black – Ed Solomon
  - Mimic – Matthew Robbins et Guillermo del Toro
  - Starship Troopers – Edward Neumeier

#### Meilleure musique
- Men in Black – Danny Elfman
  - Bienvenue à Gattaca (Gattaca) – Michael Nyman
  - Commandements (Commandments) – Joseph Vitarelli
  - Contact – Alan Silvestri
  - Demain ne meurt jamais (Tomorrow Never Dies) – David Arnold
  - Volte-face (Face/Off) – John Powell

#### Meilleurs costumes
- Starship Troopers – Ellen Mirojnick
  - Alien, la résurrection (Alien: Resurrection) – Bob Ringwood
  - Austin Powers – Deena Appel
  - Batman et Robin – Ingrid Ferrin et Robert Turturice
  - Bienvenue à Gattaca (Gattaca) – Colleen Atwood
  - Le Cinquième Élément – Jean-Paul Gaultier

#### Meilleur maquillage
- Mimic – Rick Lazzarini et Gordon J. Smith
  - L'Associé du diable (The Devil's Advocate) – Luigi Rocchetti et Neal Martz
  - Batman et Robin (Batman & Robin) – Ve Neill et Jeff Dawn
  - Men in Black – Rick Baker, David LeRoy Anderson et Katherine James
  - Spawn – Cindy J. Williams
  - Volte-face (Face/Off) – David Atherton et Kevin Yagher

#### Meilleurs effets visuels / Meilleurs effets spéciaux
- Starship Troopers – Scott E. Anderson, Alec Gillis, John Richardson, Phil Tippett et Tom Woodruff Jr.
  - Alien, la résurrection (Alien: Resurrection) – Alec Gillis, Erik Henry, Pitof et Tom Woodruff Jr.
  - Le Cinquième Élément – Karen E. Goulekas et Mark Stetson
  - Contact – Jerome Chen, Mark Holmes, Ken Ralston et Stephen Rosenbaum
  - Men in Black – Rick Baker, Eric Brevig, Peter Chesney et Rob Coleman
  - Le Monde perdu : Jurassic Park (The Lost World: Jurassic Park) – Randy Dutra, Michael Lantieri, Dennis Muren et Stan Winston

### Télévision

#### Meilleure série diffusée sur les réseaux nationaux
- Buffy contre les vampires (Buffy the Vampire Slayer)
  - Profiler
  - Les Simpson (The Simpsons)
  - Star Trek: Voyager
  - Le Visiteur (The Visitor)
  - X-Files : Aux frontières du réel (The X-Files)

#### Meilleure série diffusée sur le câble ou en syndication
- Au-delà du réel : L'aventure continue (The Outer Limits)
  - Babylon 5
  - Invasion planète Terre (Earth: Final Conflict)
  - Star Trek: Deep Space Nine
  - Stargate SG-1
  - Xena, la guerrière (Xena, Warrior Princess)

#### Meilleur téléfilm, mini-série ou programme spécial
- Shining (The Shining)
  - La Légende de Cendrillon (Cinderella)
  - L'Antre de Frankenstein (House of Frankenstein)
  - Invasion
  - Rétroaction (Retroactive)
  - Blanche-Neige : Le plus horrible des contes (Snow White: A Tale of Terror)

#### Meilleur acteur
- Steven Weber pour le rôle de Jack Torrance dans Shining
  - Richard Dean Anderson pour le rôle de Jack O'Neill dans Stargate SG-1
  - Nicholas Brendon pour le rôle d'Alexander Harris dans Buffy contre les vampires
  - John Corbett pour le rôle d'Adam MacArthur dans Le Visiteur
  - David Duchovny pour le rôle de Fox Mulder dans X-Files : Aux frontières du réel
  - Michael T. Weiss pour le rôle de Jarod dans Le Caméléon

#### Meilleure actrice
- Kate Mulgrew pour le rôle de Kathryn Janeway dans Star Trek: Voyager
  - Gillian Anderson pour le rôle de Dana Scully dans X-Files : Aux frontières du réel
  - Sarah Michelle Gellar pour le rôle de Buffy Summers dans Buffy contre les vampires
  - Jeri Ryan pour le rôle de Seven of Nine dans Star Trek: Voyager
  - Ally Walker pour le rôle de Samantha Waters dans Profiler
  - Peta Wilson pour le rôle de Nikita dans La Femme Nikita

### VHS

#### Meilleure édition VHS
- Dany, le chat superstar
  - La Belle et la Bête 2 : Le Noël enchanté
  - The Haunted World of Edward D. Wood Jr.
  - The Prophecy 2
  - Massacre à la tronçonneuse : La Nouvelle Génération
  - Wishmaster

### Prix spéciaux

#### Special Award
- Ni dieux ni démons

#### George Pal Memorial Award
- Dean Devlin

#### Life Career Award
- James Karen
- Michael Crichton

#### President's Memorial Award
- James Cameron

#### Service Award
- Kevin et Bradley Marcus